# Cardo
Cardo es el nombre vernáculo que reciben distintas especies de plantas, esencialmente de la familia Asteraceae, que se caracterizan, sobre todo pero no siempre, por la presencia de espinas en las hojas o en el tallo y las brácteas involucrales de la inflorescencia.
El cardo es la flor nacional de Escocia y de Lorena en Francia.

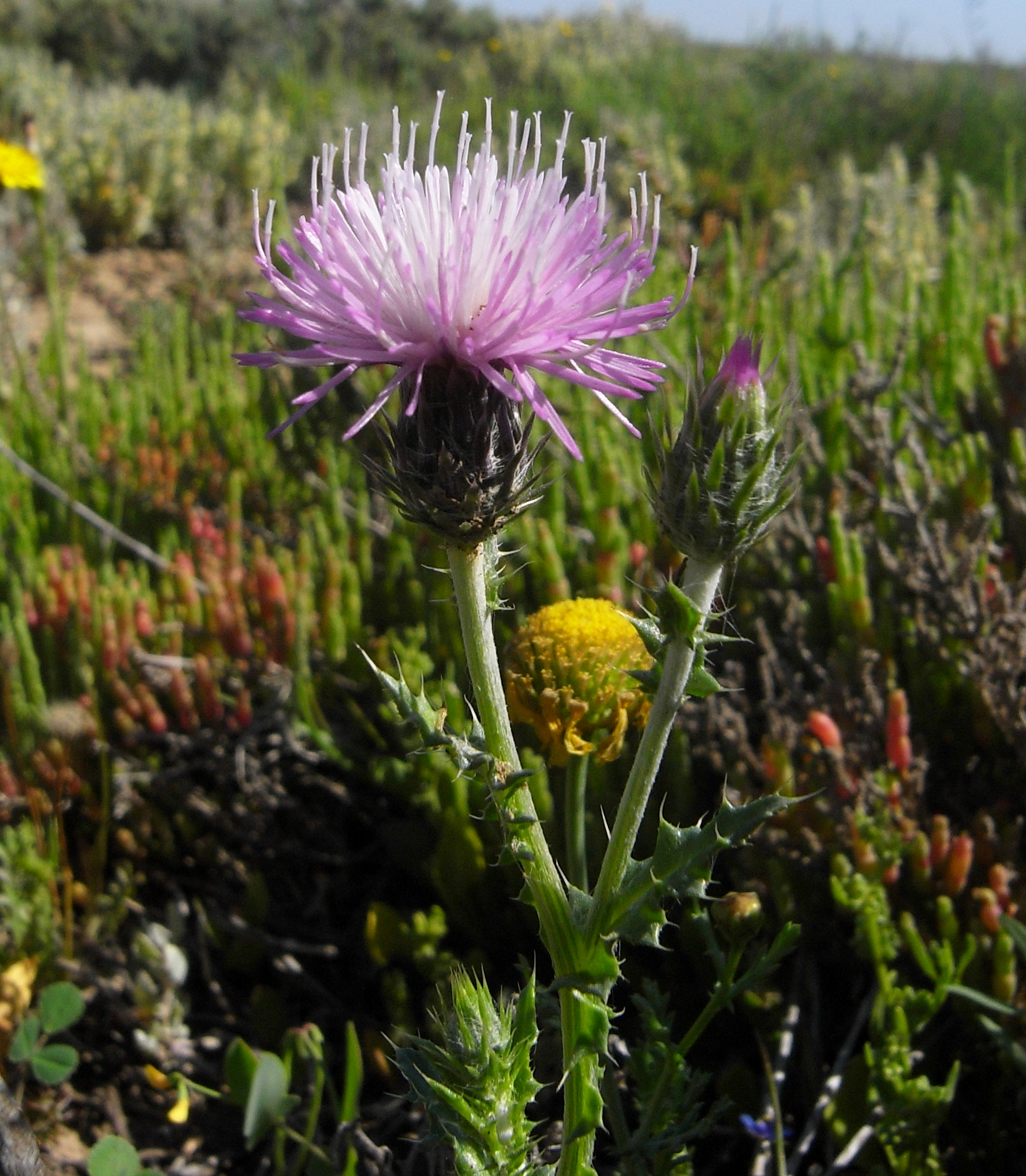
Un ejemplo de cardo del género Carduus: Carduus pycnocephalus, el «Cardo negro».
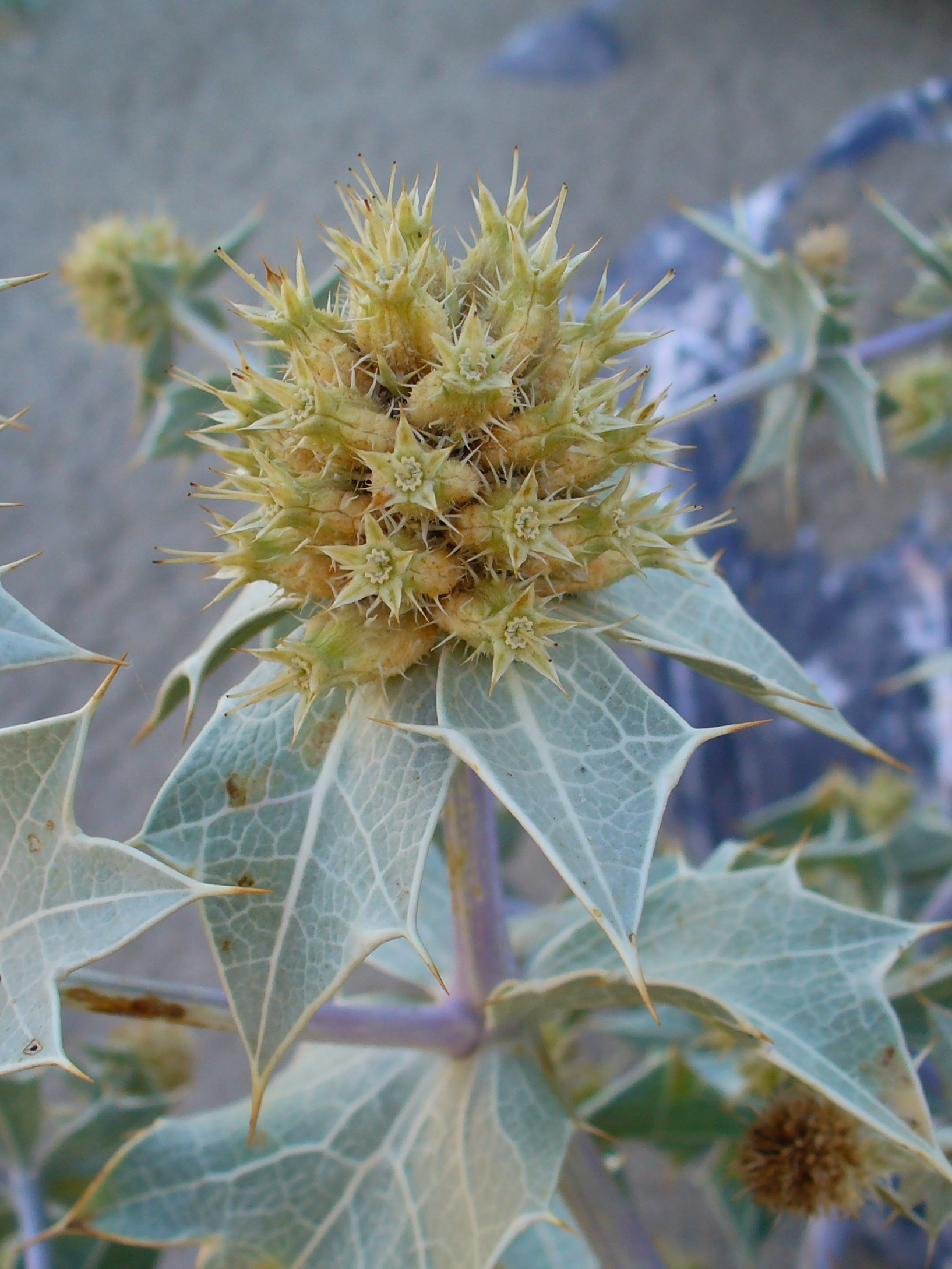
Un ejemplo de cardo del género Eryngium: Eryngium maritimum, el «Cardo corredor».
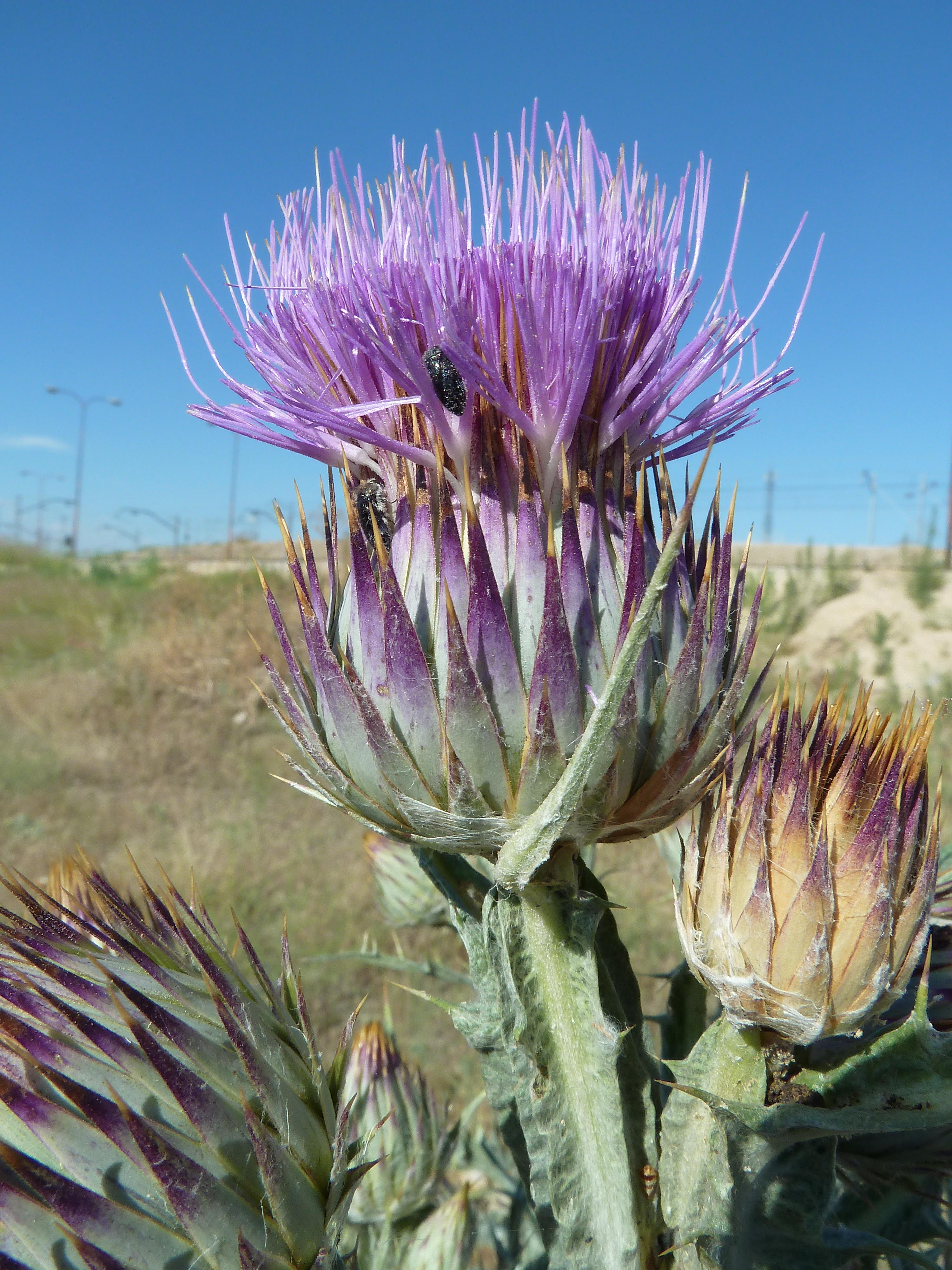
Un ejemplo de cardo del género Onopordum: Onopordum nervosum, el «Cardo gigante».
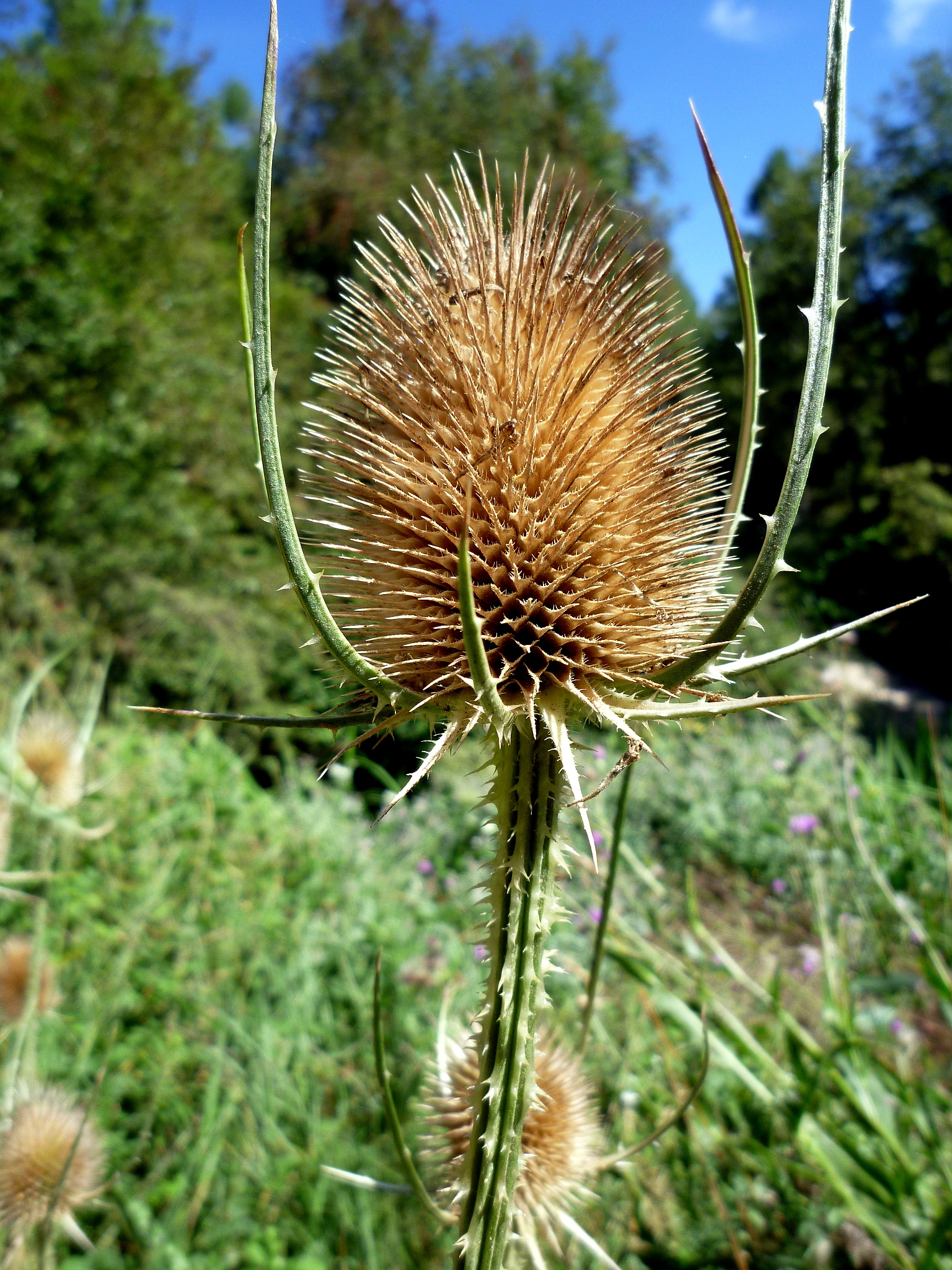
Un ejemplo de cardo del género Dipsacus: Dipsacus fullonum, el «Cardo de cardadores».

## Etimología
El vocablo deriva de la palabra latín cardŭus, -i, «cardo» en el más amplio de sus sentidos, o sea no solo el género Carduus, sino también unas cuantas plantas de diversas familias (Asteraceae, Dipsacaceae, Umbelliferae, etcétera). Parece que el vocablo no tiene origen indoeuropeo, sino más bien de un latín provincial de África del actual Túnez -entonces Cartago- donde se empleaba la palabra cerda, c(h)erda (atestada en un Pseudo Dioscórides como χέρδαν) para designar al cardo corredor; dicho vocablo tendría un origen bereber o púnico desde la raíz «qrd», con la idea de «pinchar, picar» y evolucionaría hasta un cardus y carduus al mismo tiempo que se ampliaría su uso a otras plantas espinosas. Plinio el Viejo, en su Naturalis Historia (19, 54, 152, 153), empleó el vocablo cardus para designar las alcachofas y los cardos de comer, refiriéndose en particular a los cultivados en Cartago y Córdoba («...carduos apud Carthaginem Magnam Cordubamque...»), en lugar de cǐnăra, más clásico, reforzando el probable origen provincial aludido.
Numerosos vocablos de diversos idiomas y dialectos, sobre todo europeos, derivan de él: chardon en francés, tcherdon en valón, kardono en ido, cardo en italiano, card en catalán, karduo en esperanto, cardo en portugués, kardu en euskera, etcétera.
Especies con el vocablo cardo, sus compuestos y derivados, como nombre vernáculo
- Véase: Anexo: Especies de plantas llamadas Cardo (o un vocablo compuesto/derivado) en castellano de España